# Dimeria
Dimeria är ett släkte av gräs. Dimeria ingår i familjen gräs.

## Bildgalleri

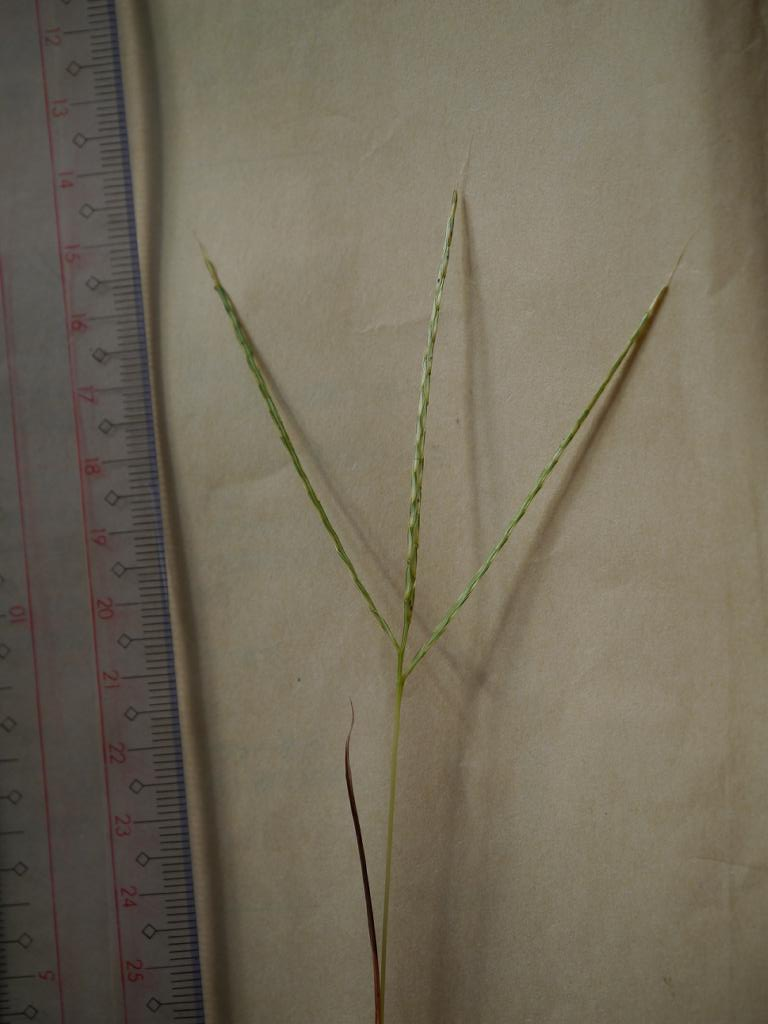
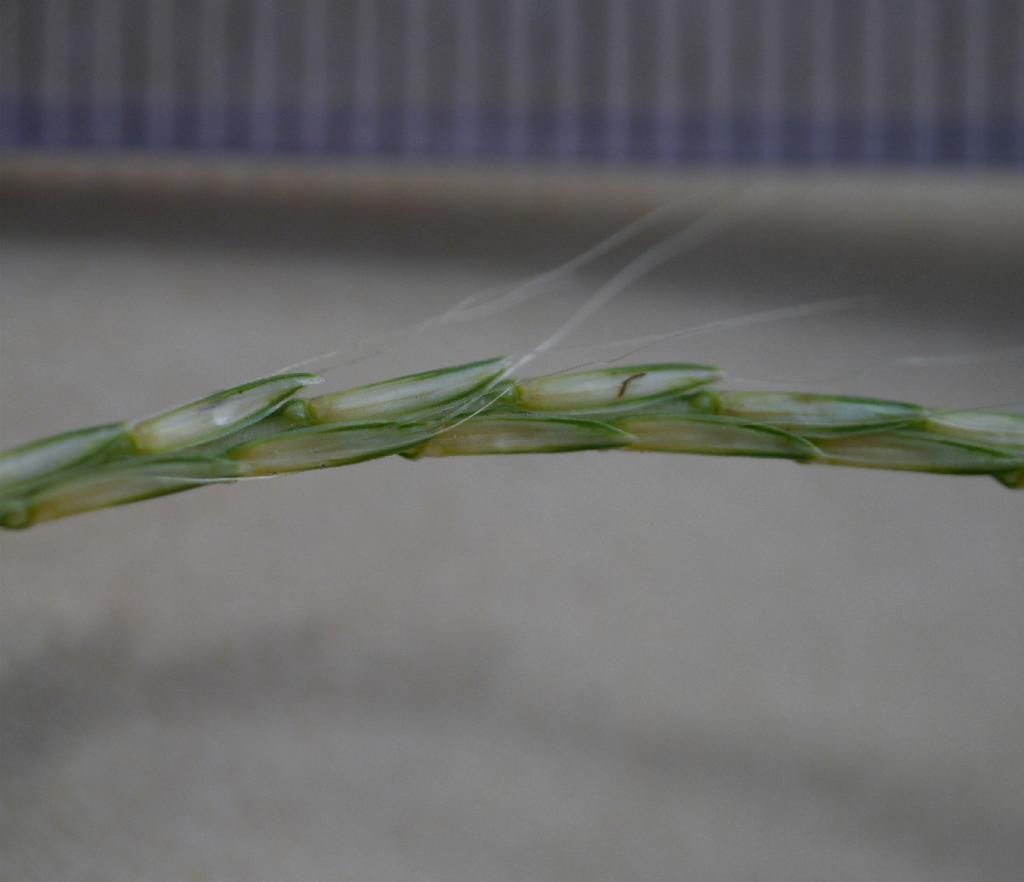
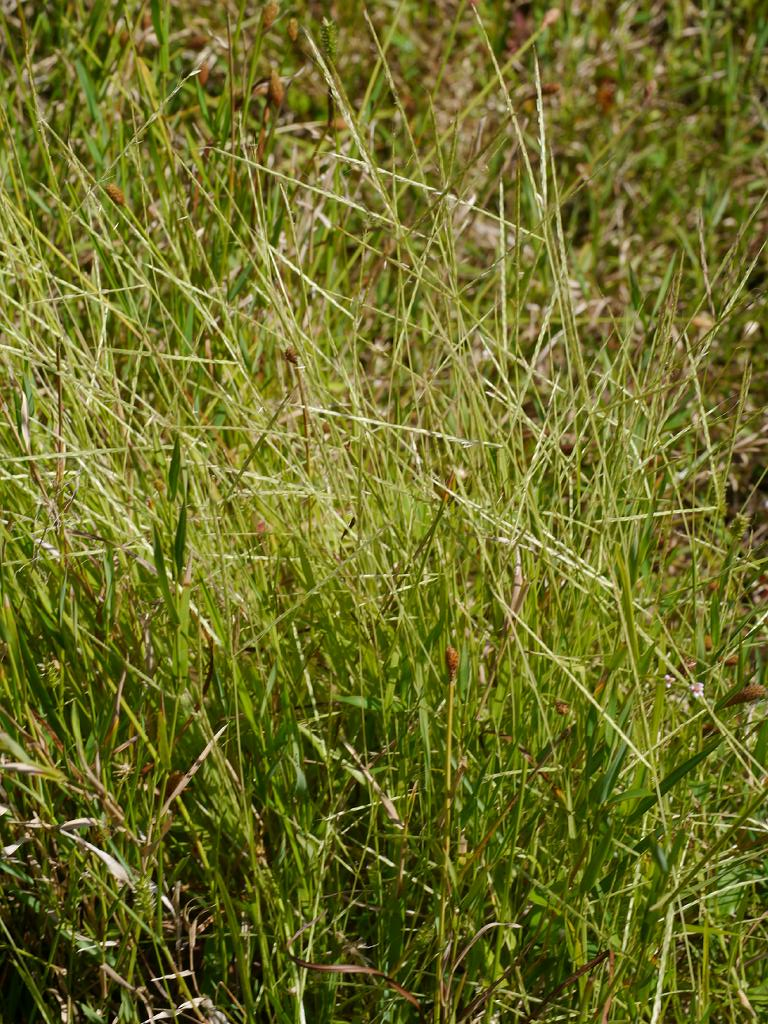

## Dottertaxa tillDimeria, i alfabetisk ordning[1]
- Dimeria acinaciformis
- Dimeria agasthyamalayana
- Dimeria aristata
- Dimeria avenacea
- Dimeria balakrishnaniana
- Dimeria ballardii
- Dimeria bialata
- Dimeria blatteri
- Dimeria borii
- Dimeria chelariensis
- Dimeria chloridiformis
- Dimeria connivens
- Dimeria copeana
- Dimeria copei
- Dimeria deccanensis
- Dimeria dipteros
- Dimeria eradii
- Dimeria falcata
- Dimeria fischeri
- Dimeria fuscescens
- Dimeria glabriuscula
- Dimeria gracilis
- Dimeria guangxiensis
- Dimeria heterantha
- Dimeria hohenackeri
- Dimeria idukkiensis
- Dimeria jainii
- Dimeria josephii
- Dimeria kalavoorensis
- Dimeria kanjirapallilana
- Dimeria keenanii
- Dimeria keralae
- Dimeria kollimalayana
- Dimeria kurzii
- Dimeria lawsonii
- Dimeria lehmannii
- Dimeria leptorhachis
- Dimeria madagascariensis
- Dimeria mahendragiriensis
- Dimeria manongarivensis
- Dimeria monostachya
- Dimeria mooneyi
- Dimeria namboodiriana
- Dimeria neglecta
- Dimeria orissae
- Dimeria ornithopoda
- Dimeria paniculata
- Dimeria perrieri
- Dimeria pubescens
- Dimeria raizadae
- Dimeria santapaui
- Dimeria sinensis
- Dimeria sivarajanii
- Dimeria solitaria
- Dimeria sreenarayanae
- Dimeria stapfiana
- Dimeria thwaitesii
- Dimeria veldkampii
- Dimeria woodrowii